# Risto Pelkonen
Risto Lauri Agathon Pelkonen, född 19 augusti 1931 i Idensalmi, död 19 augusti 2025, var en finländsk läkare. 
Pelkonen, som var specialist i inre medicin och endokrinologi samt innehade specialkompetens i försäkringsmedicin, blev medicine och kirurgie doktor 1963 och var docent vid Helsingfors universitet 1967–1996. Han tjänstgjorde vid Helsingfors universitetscentralsjukhus (HUCS) 1960–1994, bland annat som specialistläkare i endokrinologi 1968–1973 och 1975–1980 samt som avdelningsöverläkare 1980–1994. Han blev läkare vid Försäkringsbolaget Varma 1964 och var överläkare där 1970–1996. Hans skrifter behandlar främst binjure- och hypofyssjukdomar. Han engagerade sig särskilt för diabetesproblem i forsknings- och patientorganisationer. 
Pelkonen tilldelades professors titel 1991 och blev arkiater 1995. Som arkiater deltog han livligt i diskussioner rörande etiska problem i läkarverksamhet och forskning med tungt vägande uttalanden i tal och skrift samt vinnlagt sig om fostran av unga läkare. Han blev hedersdoktor vid Tammerfors universitet 2000. År 1992 blev han ledamot av Finska Vetenskapsakademien.

## Utmärkelser
- Kommendörstecknet av I klass av Finlands Lejons orden,  6 december 2000[3]
- Storkorset av Finlands Lejons orden,  6 december 2021[3]
- Krigsinvalidernas förtjänstkors[4]
- Vinterkrigets minnesmedalj[4]

[Redigera Wikidata]